# Bitwa na Przylądku Czuwaskim
Bitwa na Przylądku Czuwaskim (26 października/5 listopada 1582) wygrana przez Kozaków rosyjskich dowodzonych przez atamana Jermaka Timofiejewicza finansowanych przez kupców rosyjskich Stroganowów doprowadziła do osłabienia, a w konsekwencji upadku Chanatu Syberyjskiego i umożliwiła Rosji podbój całej Syberii.

## Bitwa
W związku z uszkodzeniami twierdzy Kaszłyk Tatarzy zdecydowali się stawić czoła wojskom kozackim za fortyfikacjami polowymi na brzegu rzeki Irtysz. Tatarski chan Kuczum liczył, że umocnienia z pni drzew oraz wały ziemne zapewnią jego wojskom ochronę przed bronią palną przeciwnika. Kuczum zamierzał również wykorzystać na tej pozycji swoje nieliczne działa, jednak nie zdołano ich odpalić w trakcie bitwy. Gdy Kozacy osiągnęli brzeg rzeki, ostrzelali wojska syberyjskie, które pod dowództwem Mametkula (brata lub wedle innych źródeł syna Kuczuma) rozpoczęły kontratak. Przewaga technologiczna Kozaków wyposażonych w broń palną doprowadziła do dużych strat Tatarów, których główną bronią były myśliwskie łuki. Myśliwi, którzy stanowili główny trzon armii syberyjskiej, nie brali wcześniej udziału w bitwach z użyciem broni palnej. Mametkul próbował zebrać wokół siebie rozbite ostrzałem wojska, jednak został ranny i ewakuowany z pola bitwy. W wyniku zastosowania broni palnej oraz utraty wodza, Tatarzy wpadli w panikę, którą spotęgowała jeszcze ucieczka posiłków ostiackich. Zamęt w szeregach przeciwników wykorzystali Kozacy, którzy wdarli się na szańce przeciwnika. Kuczum, obserwujący ze wzgórza przebieg walki, uznał, że bitwa jest przegrana i uciekł do swojej stolicy w celu ewakuacji rodziny oraz dobytku. Armia Jermaka odniosła zwycięstwo w bitwie.

## Rezultaty
Wygrana bitwa umożliwiła Kozakom zdobycie stolicy Chanatu Syberyjskiego – Kaszłyku (Sybiru), a w konsekwencji podbicie w ciągu kilku najbliższych lat całego Chanatu Syberyjskiego i przyłączenie go do Rosji. Dalsze konsekwencje to rosyjski podbój olbrzymich ziem za Uralem, który doprowadził do powstania imperium rosyjskiego obejmującego obszary Syberii oraz Dalekiego Wschodu.